# 2003年贵州木冲沟矿难
2003年贵州木冲沟矿难，为2003年2月24日，发生于贵州省六盘水市水城县的一起重大煤矿瓦斯事故，共造成35人死亡。
2003年2月24日下午14时55分，贵州省水城矿业公司木冲沟煤矿发生瓦斯爆炸事故，35人死亡，4人失踪，18人受伤。该矿曾在2000年发生瓦斯矿难，共造成159人死亡。

## 相关
- 中国矿难列表